# Kimberly Brooks

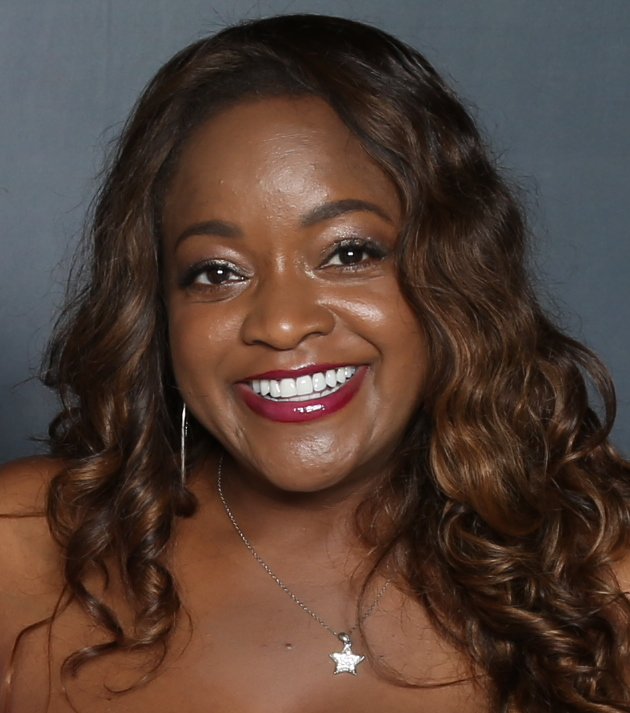
Kimberly Brooks, 2018

Kimberly D. Brooks (* 1981 in Los Angeles) ist eine US-amerikanische Synchronsprecherin im Bereich Animationsfilm und Computerspiel.

## Leben
Kimberley Brooks machte bereits im Kindesalter erste Erfahrungen mit der Synchronisation von Zeichentrickfiguren. Ab der Teenager-Zeit wurde sie regelmäßig als Synchronstimme eingesetzt.
2007 synchronisierte sie erstmals die Soldatin „Ashley Williams“ in der Computerspiel-Reihe Mass Effect. Ab 2013 sprach sie „Jasper“ in der Zeichentrickserie Steven Universe.
Insgesamt wirkte sie in über 80 Fernseh- und Filmproduktionen und 40 Computerspielen mit.

## Synchronrollen (Auswahl)

### Filme
- 2002: Abenteuer der Familie Stachelbeere als Tally
- 2003: Batman – Rätsel um Batwoman als „Kathy“

### Serien
- 2002–2005: Mucha Lucha als „Buena Girl“
- 2004–2019: Winx Club als „Stormy“
- 2013–2019: Steven Universe als „Jasper“
- 2016–2018: Voltron: Legendärer Verteidiger als „Prinzessin Allura“
- 2019–2021: DC Super Hero Girls als „Bumblebee“
- 2020–2022: Willkommen im Haus der Eulen als „Skara“
- seit 2022: Hier kommen die Batwheels ( Batweels, Stimme)
- seit 2023: Schere, Stein, Papier (Rock, Paper, Scissors) als „The President of the U.S.“

### Computerspiele
- 2007: Mass Effect als „Ashley Madaline Williams“
- 2009: Batman: Arkham Asylum als „Barbara Gordon“
- 2013: BioShock Infinite als „Daisy Fitzroy“
- 2023: Destiny 2 als „Xivu Arath“